# Wladimir Wladimirowitsch Golizyn
Wladimir Wladimirowitsch Golizyn (russisch Владимир Владимирович Голицын; * 27. Februar 1947 in Moskau; † 26. März 2023) war ein russischer Jurist. Zwischen 2008 und 2017 war er Richter am Internationalen Seegerichtshof. Vom 1. Oktober 2014 bis 1. Oktober 2017 war er dessen Präsident.

## Leben
Golizyn, dem russischen Fürstenhaus Galitzin entstammend, studierte am Moskauer Staatlichen Institut für Internationale Beziehungen, wo er 1970 sein Diplom erwarb. Von 1975 bis 1981 war er dort als Dozent und zugleich als Beamter im Außenministerium der ehemaligen Sowjetunion tätig. 1982 wechselte er zum Stab der Vereinten Nationen in New York, wo er als rechtlicher Berater in verschiedensten Abteilungen bis 2007 tätig war. Im Jahr 1988 promovierte Golizyn an der Akademie des Außenministeriums zum Doktor der Rechte. Seit 2007 ist er Professor für Völkerrecht am Moskauer Staatlichen Institut für Internationale Beziehungen.
Neben der Mitgliedschaft in der russischen Abteilung der International Law Commission ist Golizyn seit 2007 Mitglied der Russischen Vereinigung für Internationales Seerecht.
Von 2008 bis 2017 gehörte er dem Internationalen Seegerichtshof in Hamburg an. Vom 1. Oktober 2014 bis 1. Oktober 2017 war er dessen Präsident.
Golizyn verstarb am 26. März 2023.

## Publikationen (Auswahl)
- Antarctica – Tendencies of Development of international regime. Mezhdunar, Moskau 1989, ISBN 5-7133-0046-3. (russisch)
- Interrelation of the institutions under the Law of the Sea Convention with other international institutions. In: Davor Vidas, Willy Østreng (Hrsg.): Order for the oceans at the turn of the century. Kluwer Law Internat., Den Haag 1999, ISBN 90-411-1173-5, S. 133.
- Commentaries on articles 4–8 of the Statute of the International Court of Justice. In: A. Zimmermann, Ch. Tomuschat, K. Oellers-Frahm (Hrsg.): The Statute of the International Court of Justice : a commentary. Oxford Univ. Press, Oxford 2006, ISBN 978-0-19-926177-2.